# Rochelle Walensky

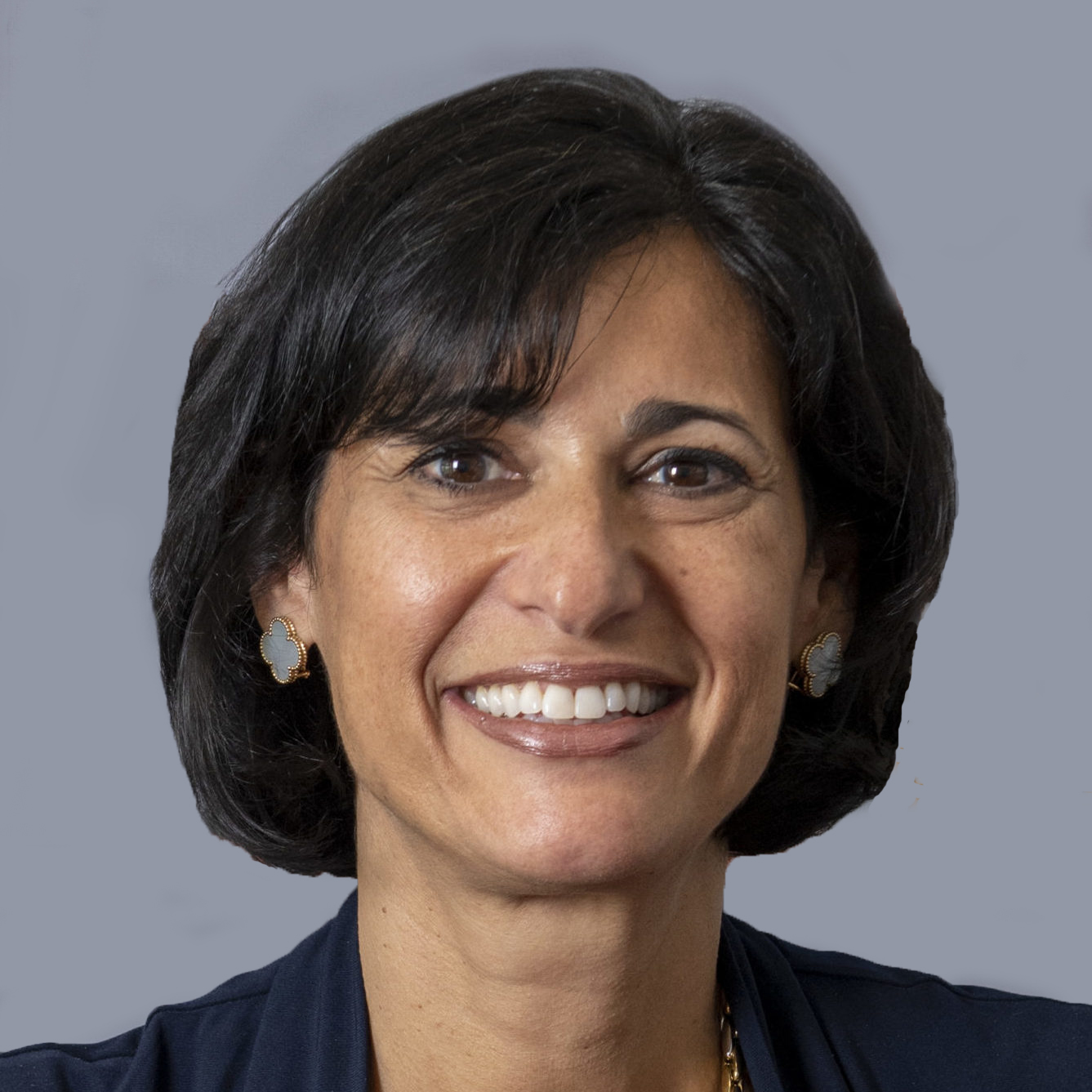
Rochelle Walensky (2021)

Rochelle Paula Walensky (* 5. April 1969 in Peabody, Massachusetts, geb. Bersoff) ist eine US-amerikanische Ärztin und Wissenschaftlerin. Seit dem 20. Januar 2021 leitet sie die Centers for Disease Control and Prevention (CDC) in der Biden-Regierung. Damit folgt sie auf Robert R. Redfield, der die Behörde in der Trump-Regierung leitete. Bevor sie Leiterin des CDC wurde, war sie Leiterin der Abteilung für Infektionskrankheiten am Massachusetts General Hospital und Professorin für Medizin an der Harvard Medical School. Walensky ist eine Expertin für AIDS und HIV.
Walensky wurde in Peabody (Massachusetts) geboren. Im Jahr 1991 erhielt sie einen Bachelor in Biochemie und Molekularbiologie von der Washington University in St. Louis. Im Jahr 1995 erhielt sie einen M.D. (Doctor of Medicine) von der Johns Hopkins School of Medicine. Von 1995 bis 1998 absolvierte sie eine Ausbildung in Innerer Medizin am Johns Hopkins Hospital. Danach wurde sie Stipendiatin im Massachusetts General Hospital/Brigham and Women's Hospital Fellowship Program für Infektionskrankheiten. Im Jahr 2001 erwarb sie einen MPH (Master of Public Health) in klinischer Wirksamkeit an der Harvard School of Public Health.

## CDC Director
Das Transition Team des am 3. November 2020 gewählten US-Präsidenten Joe Biden nominierte Walensky am 7. Dezember 2020 als 'CDC Director'. Dies benötigte nicht die Bestätigung vom US-Senat; ihre Amtszeit hat zeitgleich mit dem Amtsantritt von Biden am 20. Januar 2021 begonnen. 
Ihre Amtszeit ist von der COVID-19-Pandemie in den Vereinigten Staaten geprägt (siehe auch Chronik der COVID-19-Pandemie in den Vereinigten Staaten).
2021 wurde Walensky in die National Academy of Medicine gewählt.

## Werke
- https://www.nejm.org/doi/full/10.1056/NEJMsa042088
- https://academic.oup.com/jid/article/194/1/11/794287
- https://www.natap.org/2011/newsUpdates/The_Lifetime_Cost_of_Current_Human.5.pdf
- https://academic.oup.com/ofid/advance-article/doi/10.1093/ofid/ofaa559/5999190
- https://journals.lww.com/annalsofsurgery/Citation/2020/12000/The_Association_Between_Symptoms_and_COVID_19_Test.58.aspx
- https://jamanetwork.com/journals/jama/fullarticle/2773057?guestAccessKey=145e0b70-d003-49db-be42-fdeb6d18e81f&linkId=105988444